# L’Accordéoniste
L’Accordéoniste (ursprünglich: La Fille de joie est triste) ist ein Chanson der französischen Sängerin Édith Piaf. Text und Musik stammen von Michel Emer. Das Lied handelt von einer Prostituierten, die einen Akkordeonisten liebt, der in den Krieg einberufen wird und nicht wieder zurückkehrt. Es wurde erstmals am 16. Februar 1940 im Bobino vorgetragen und am 5. April desselben Jahres auf Schallplatte eingespielt. Seither gehört es zu den bekanntesten Chansons von Édith Piaf.

## Inhalt

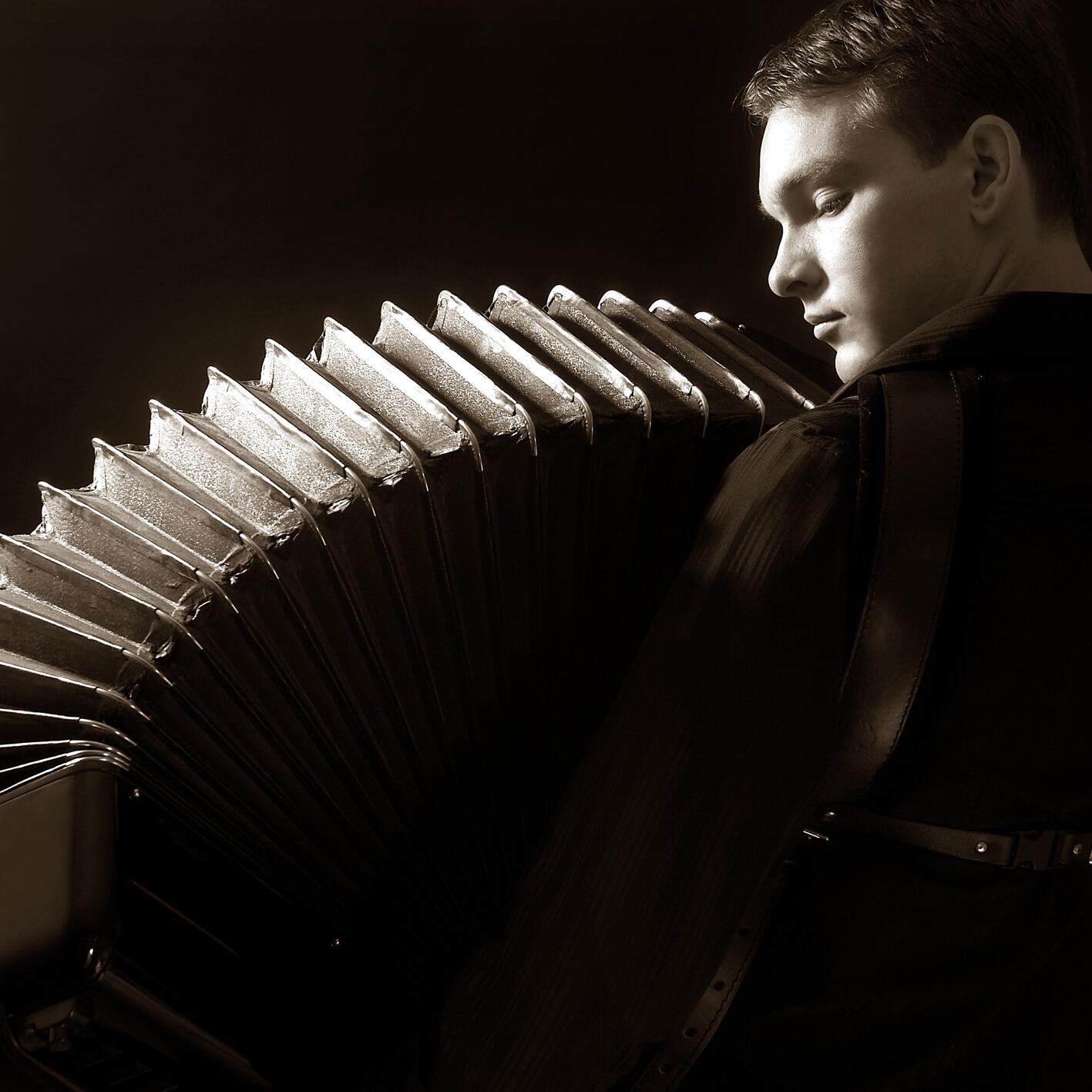
Akkordeonspieler

Ein Freudenmädchen steht an einer Straßenecke und wird von den Männern gut bezahlt. Nachdem ihre Arbeit erledigt ist, geht sie in die Tanzsäle der Vororte. Ihr Mann ist ein Musiker, der auf seinem Akkordeon den Java spielt. Doch sie tanzt nicht, folgt nur dem Spiel seiner Finger und fühlt die Musik so intensiv in sich, dass sie singen möchte. Nachdem ihr Mann in den Krieg eingezogen wurde, steht sie traurig an der Straßenecke. Sie träumt von einer gemeinsamen Zukunft und summt den Java. Während sie sich ihren Mann vorstellt, wie er Akkordeon spielt, fühlt sie die Musik so intensiv in sich, dass sie weinen möchte. Noch immer steht sie allein an der Straßenecke und ist so verzweifelt, dass die Kunden an ihr vorübergehen. Sie weiß, dass ihr Mann nicht aus dem Krieg wiederkommen wird. Ihr Leben und all ihre Träume gehen in die Brüche. Müde zieht es sie in ein Tanzlokal, in dem ein anderer Akkordeonist den Java aufspielt. Sie beginnt zu tanzen, um zu vergessen, und fühlt die Musik so intensiv in sich, dass sie schreien möchte. Schließlich ertönt der Schrei, die Musik solle aufhören.

## Musik
L’Accordéoniste wurde in einer Live-Aufnahme mit einem Orchester von sieben bis acht Personen eingespielt. Neben der weiblichen Lead-Sängerin sind ein Akkordeon, Piano, Gitarre, Schlagzeug und zwei bis drei Geigen zu hören. Piafs Vortrag bezeichnet Lars Nyre als „emotional aufgeladen, einnehmend und intensiv“. Ihre Stimme mit ihrem innigen Timbre und ihr Gesangsstil wirken gleichzeitig tiefempfunden und ehrlich in der Übermittlung einer Kriegs- und Leidensgeschichte. Zwischen dem leisen, sanften Beginn und dem Crescendo am Ende des Liedes herrscht ein starker dynamischer Kontrast. Mit dem Ausruf „ARRÊTEZ! Arrêtez la musique!“ stoppt das Orchester abrupt sein Spiel, und Édith Piaf singt die letzten Worte a cappella.

## Interpretation
Für David Looseley ist L’Accordéoniste ein Drama in drei Akten, in dem jede Strophe eine unterschiedliche Station im Leben einer Prostituierten zeigt. Im ersten Akt ist die Protagonistin schön, ihr Geschäft läuft gut, und sie sucht Vergnügung in der Gegenwart ihres geliebten Akkordeonspielers, der ihr durch sein Spiel eine gleichermaßen ästhetische wie sexuelle Erregung verschafft. Im zweiten Akt kompensiert sie die kriegsbedingte Trennung von ihrem Geliebten durch Träume einer glücklichen gemeinsamen Zukunft. Im dritten Akt erkennt sie, dass der Akkordeonspieler nicht zurückkehren wird und die Straße ihr Schicksal bleibt. Eine masochistische Form des Leidens treibt sie zurück in die Tanzsäle, wo das Spiel eines anderen Akkordeonisten das Gefühl ihres Verlustes verstärkt. Obwohl es sich um eine Erzählung in der dritten Person handelt, schlüpft Édith Piaf auf der Bühne in die Rolle der Prostituierten, unterstreicht mit Gesten die sexuelle Dimension der ersten Strophe und den Taumel des Tanzes in der letzten Strophe, bis sie die unerträglich gewordene Musik durch eine abrupte Geste zum Schweigen bringt und ihr Gesicht verbirgt. Einige Sekunden hält sie wie in Agonie inne, ehe sie die letzte pathetische Bitte ausstößt, die Musik möge verstummen.
Adrian Rifkin interpretiert das Akkordeon im Chanson als Metapher für die volkstümliche Sexualität, gleichzeitig schmerzlich und flüchtig. Die langen, flinken Finger eines Akkordeonspielers betören eine müde Prostituierte, doch wird er ihr ebenso durch den Krieg geraubt wie ihre Träume eines besseren Lebens. Ihr bleibt nichts als die Musik, gespielt von einem anderen Musiker, und sie tanzt mit leeren Armen. Der Java, der schnelle, ländliche Walzer, für Rifkin ebenfalls ein Synonym für das Leben der einfachen Menschen, ist mit seinen endlosen Wiederholungen aus den Spannungen von Nähe und Verlust aufgebaut. Sein Verstummen beendet auch die eingebildete Geselligkeit, und die durch die Musik hervorgerufene Ekstase endet in Stille.
Lars Nyre deutet L’Accordéoniste vor allem vor seinem zeitgeschichtlichen Hintergrund. Im Zweiten Weltkrieg, unmittelbar vor der deutschen Besetzung Frankreichs, herrschte in der französischen Bevölkerung eine gespannte Nervosität, in der sich die Menschen durch Musik abzulenken versuchten. In diesem Umfeld trifft das Chanson eine subtile politische Aussage. Obwohl die besungene Prostituierte vordergründig nichts mit Piafs Leben zu tun hat, wird die Sängerin vom Publikum mit dem Pariser Nachtleben identifiziert. Sie kennt das harte Dasein in der Großstadt aus eigener Erfahrung und spürt gleichermaßen die Bedrohung des Krieges. Durch ihren emotionalen Vortrag belebt sie die „tränenvolle und in gewisser Weise klischeehafte Geschichte“, und das Schicksal der Frau im Lied verknüpft sich mit der Persönlichkeit Édith Piafs.

## Geschichte

Édith Piaf (1951)

Am Vorabend, bevor er in die französische Armee eingezogen werden sollte, besuchte Michel Emer im Februar 1940 Édith Piaf, um ihr einen für sie geschriebenen Chanson vorzustellen. Piaf kannte den Komponisten bereits von seinen Arbeiten für Lucienne Boyer und Maurice Chevalier, die ihr jedoch zu sentimental waren. Von L’Accordéoniste war sie jedoch sofort so begeistert, dass sie das Lied in ihre nächste Bühnenshow aufnehmen wollte.
Am 16. Februar 1940 trug Piaf das Chanson das erste Mal im Pariser Bobino vor. Emer, der sein Einrücken aufschob, um der Premiere seines Liedes beizuwohnen, sprach rückblickend von einer „wahnsinnigen Resonanz“. Piaf bat den Komponisten auf die Bühne und stellte ihn als einen Soldaten vor, der auf dem Weg an die Front sei, worauf das Publikum abermals applaudierte. Das Lied erinnerte im Stil an die Chansons, die Piafs voriger Komponist Raymond Asso für sie geschrieben hatte, es wurde jedoch hinsichtlich der Bühnenpräsenz zu einem Wendepunkt für die Piaf. Hatte sie bei ihren bisherigen Auftritten ihre Hände ruhig gehalten, unterstrich sie L’Accordéoniste erstmals mit sparsamen, aber wirkungsvollen Gesten, die ihre Besessenheit und Hingabe an die Musik ausdrückten. Diese physische Präsenz der Sängerin auf der Bühne steigerte ihre Popularität in breiten Bevölkerungsschichten. Auch der abrupte Abbruch des Liedes mittels des Aufrufs „Arrêtez!“ geht auf eine Idee Piafs zurück und ist laut Jean-Dominique Brierre „ein Geniestreich“.
Erstmals eingespielt wurde L’Accordéoniste, damals noch unter dem Titel La Fille de joie est triste, am 5. April 1940. Begleitet wurde Piaf vom belgischen Musette-Akkordeonisten Gus Viseur. Laut Michael Dregni wurde Viseur durch diesen Auftritt im Herzen aller Franzosen zu dem Akkordeonisten. Das Chanson markierte den Beginn einer Freundschaft und langjährigen Zusammenarbeit zwischen Piaf und Emer, der zahlreiche weitere Chansons für die Sängerin schrieb. Unter der deutschen Besetzung Frankreichs musste sich Emer allerdings wegen seiner jüdischen Herkunft verstecken, und das Lied durfte als Werk eines jüdischen Komponisten nicht mehr im Radio gespielt werden. Trotzdem trat Piaf immer wieder mit dem Chanson auf, so im Februar 1943, wo eine Performance im Casino de Paris mit Tänzerinnen, die überdimensionale Akkordeons trugen, den Unwillen der deutschen Besatzer auf sich zog und eine zweimonatige Auftrittssperre der Sängerin auslöste. L’Accordéoniste blieb auch nach der Libération ein fester Bestandteil von Piafs Repertoire und eines ihrer Lieblingslieder.
Zu den Künstlern, die Coverversionen von L’Accordéoniste eingespielt haben, gehören Claude Nougaro (Nougaro sur scène, 1985), Sapho (Sapho Live au Bataclan, 1987), Ute Lemper (Illusions, 1992), Mireille Mathieu (Mireille Mathieu chante Piaf und Unter dem Himmel von Paris, beide 1993), Marcel Azzola (L’Accordéoniste, 1994), Ina Deter (Voilà – Lieder von Edith Piaf in Deutsch, 2003) und In-Grid (La vie en rose, 2004).